# Узинська міська рада
| Узинська міська рада — орган місцевого самоврядування у Білоцерківському районі Київської області з адміністративним центром у м. Узин. Історична дата утворення: в 1971 році. Водоймища на території, підпорядкованій даній раді: Узинка. Міській раді підпорядковані населені пункти: - м. Узин |

## Склад ради
Рада складається з 36 депутатів та голови.

### Керівний склад ради
| ПІБ                            | Основні відомості                                                              | Дата обрання | Дата звільнення |
| ------------------------------ | ------------------------------------------------------------------------------ | ------------ | --------------- |
| Щавінська Віра Михайлівна      | Секретар міської ради, 1954 року народження, освіта, член народної партії      | 26.03.2006   | 31.10.2010      |
| Олійніченко Людмила Миколаївна | Секретар міської ради, 1976 року народження, освіта вища, член Партії регіонів | 31.10.2010   |                 |

Примітка: таблиця складена за даними джерела